# هاري لارسن
هاري لارسن (بالدنماركية: Harry Larsen)‏ هو مجدف دنماركي، ولد في 4 سبتمبر 1915 في Slagelse Municipality ‏ في الدنمارك، وتوفي في 12 أغسطس 1974 في كوبنهاغن في الدنمارك.

## وصلات خارجية
- هاري لارسن على موقع الاتحاد الدولي للتجديف (الإنجليزية)
- هاري لارسن على موقع أوليمبيديا (الإنجليزية)